# Fiodor Liwanow
Fiodor Wasiljewicz Liwanow ros. Фёдор Васильевич Ливанов (ur. w Iwantiejewce, zm. w 1878 lub 1879 w Moskwie) – rosyjski pisarz i publicysta. Ukończył Saratowskie Duchowne Seminarium, nie przyjmując święceń. Kilka lat pracował jako urzędnik, głównie w Ministerstwie Spraw Wewnętrznych, gdzie zajmował się problematyką staroobrzędowców i członków sekt. Tej tematyce poświęcił też znaczną część swoich dzieł literackich, a ich uwieńczeniem było sześciotomowe dzieło Raskolniki i ostrożniki. W opinii publicznej zapisał się zwłaszcza skandalami, jakie towarzyszyły publikacji kolejnych tomów. Prace Liwanowa były na ogół negatywnie postrzegane przez recenzentów.

## Życiorys

Saratowskie Duchowne Seminarium, budynek z lat 1830–1885.

Fiodor Wasiljewicz Liwanow urodził się najprawdopodobniej nie później niż w 1835 roku w Iwantiejewce, znajdującej się w nikołajewskim ujeździe saratowskiej guberni. Jego ojciec był kapłanem Rosyjskiej Cerkwi Prawosławnej w miejscowości zdominowanej liczebnie przez wyznawców starego obrządku. Nie zostawił informacji o swoim dzieciństwie.
Liwanow ukończył Saratowskie Duchowne Seminarium, po czym kilka lat przepracował jako nauczyciel w Samarskiej szkole duchownej. W 1856 roku wstąpił do Kazańskiej Akademii Duchownej. Był jednym z niewielu studentów, którzy nie trafili tu ze względu na wysokie wyniki w seminarium, w związku z tym nie utrzymywał się z państwowych środków. W akademii bardziej od kwestii duchownych zajmowało go świeckie życie. Zorganizował w uczelni teatr, gdzie wraz ze studentami przygotowywali inscenizację sztuk Gogola i Schillera. Lubił też tańczyć. Dużo też się uczył, zwłaszcza języków romańskich – włoskiego, hiszpańskiego i portugalskiego. Uczelnię ukończył ze stopniem kandydata teologii w 1860 roku.
Po zakończeniu edukacji Fiodor Wasilewicz porzucił ścieżkę duchowną i przeszedł na służbę urzędniczą, co postawiło go w szeregu raznoczyńców. Rozpoczął ją w 1861 roku od niskiej posady w departamencie audytu ministerstwa wojskowego, następnie zatrudnienie znalazł w permskim urzędzie celnym. W 1865 roku przeniósł się do stolicy, gdzie otrzymał zatrudnienie w departamencie Ministerstwa Spraw Wewnętrznych. Piotr Wałujew skierował go do zadań związanych z raskolnikami – Liwanow zajął tym samym miejsce Pawła Mielnikowa, którego nowe, liberalne poglądy na temat prześladowań staroobrzędowców nie odpowiadały ministrowi. Wałujew polecił Liwanowowi opisać historię sekt mołokan i duchoborców, co też Fiodor Wasiliewicz wykonał na podstawie archiwów ministerstwa. Petersburg opuścił w roku następnym – został ławnikiem we Włodzimierzu pod egidą Ministerstwa sprawiedliwości. Karierę urzędniczą zakończył pod koniec 1867 roku. Dosłużył się rangi asesora kolegialnego – VIII klasy w tabeli rang.

## Kariera literacka

### Początki twórczości
Liwanow swoją działalność literacką rozpoczął od tłumaczenia poematu Torquato Tasso Jerozolima wyzwolona. Utwór ten był już kilkakrotnie tłumaczony z włoskiego na rosyjski. Fiodor Wasiljewicz część przekładu splagiatował z wydanego w 1819 roku tłumaczenia autorstwa Sawwy Moskotielnikowa. Publikacja wyników pracy w 1862 roku nie spotkała się z zainteresowaniem recenzentów.
Pierwsze własne teksty również nie zdobyły rozgłosu. Pochożdnienie biegłogo kantonista ukazały się w petersburskim periodyku Wiek w 1861 roku. W 1863 Liwanow wydał je w formie niewielkiej książki. Opowiadanie przedstawiało historię pielgrzyma Antona Swieljewa i jego awanturniczych przygód w dokumentalnej formie. Równie niezauważona pozostała komedia traktująca o trójkącie miłosnym Na rasswietie, wydrukowana w 1864 roku w Siewiernoj pczele. Natomiast artykuł o tytule Spiektakt Lubitielej w g. Piermie został w 1862 roku odrzucony przez redaktora gazety Gołos Andriej Krajewskij.
W drugiej połowie lat sześćdziesiątych Liwanow szczególnie zainteresował się tematyką staroobrzędowców i sekt prawosławnych. Publikował rozliczne artykuły (dokumentalne i beletryzowane) o tej problematyce, czasami rezygnując z honorarium autorskiego. Były one drukowane w czasopismach: Otieczestwiennyje zapiski, Wiestnik Jewropy, Russkoje słowo, Bibliotieka dla cztienija, Wsiemirnyj trud, Prawosławnoje obozrienie, Literaturnaja bibliotieka oraz w gazetach: Gołos, Nowoje wriemia, Russkije wiedomosti, Cierkowno-obszczestwiennyj wiestnik i Diejatielnost'. Zwłaszcza jednak dobrze układała się współpraca Liwanowa z gazetą Sowriemiennyje izwiestija, co mogło być spowodowane zainteresowaniem redaktora Nikity Giliarowa-Płatonowa tematyką raskolników.
Liwanow chciał też założyć własną gazetę, jednak w 1867 roku odmówiono mu zezwolenia na działalność wydawniczą.

### Raskolniki i ostrożniki

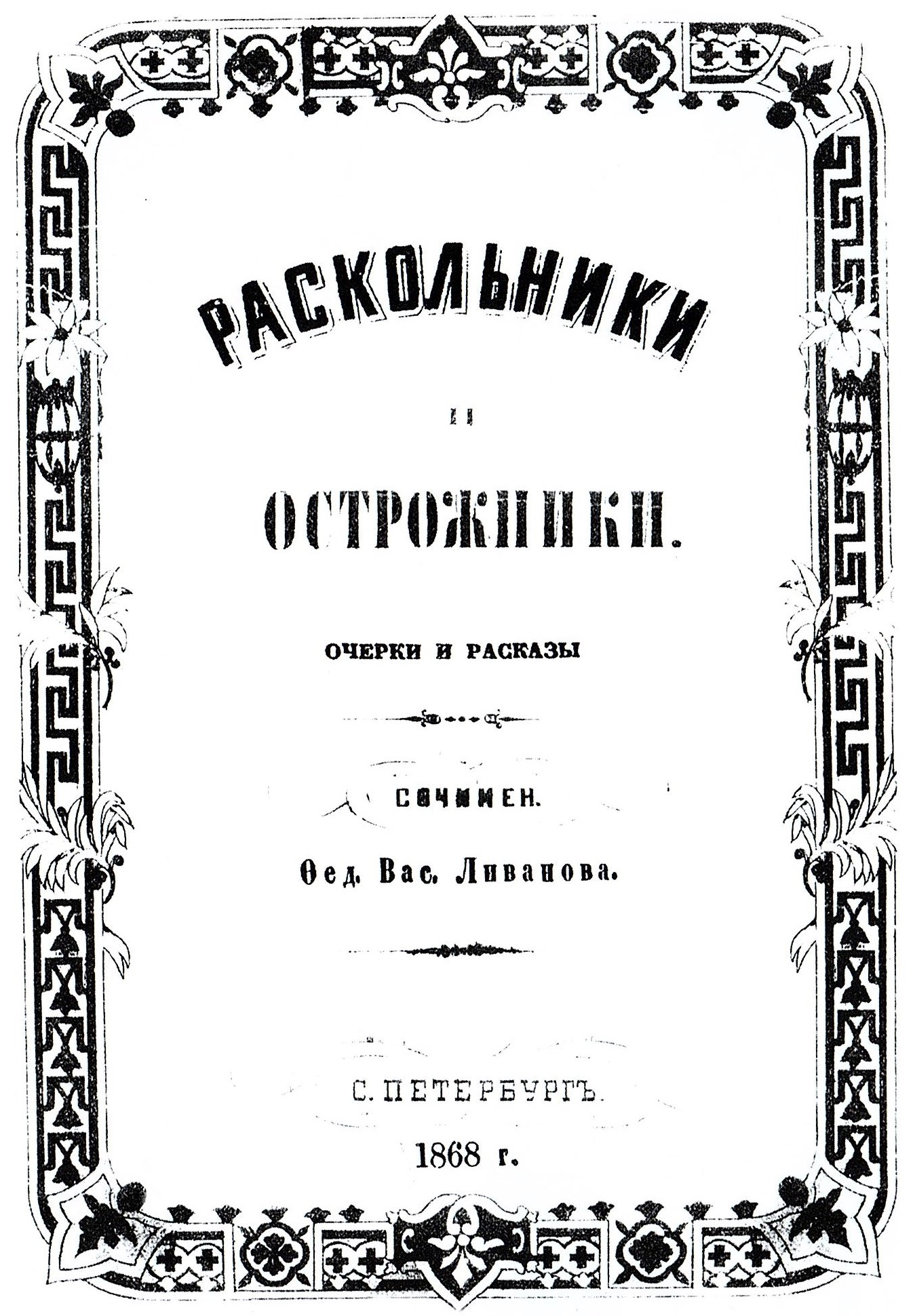
Okładka pierwszego wydania dzieła Raskolniki i Ostrożniki

Ukoronowaniem tej działalności był pierwszy tom dzieła Raskolniki i ostrożniki, wydany w 1868 roku.
Pisarz wykorzystał w swojej pracy materiały Ministerstwa Spraw Wewnętrznych – archiwalne akta sądowe i policyjne – przy czym do istniejących spraw dołożył wiele autorskich wymysłów.
Liwanow przedstawiał często realne postacie ze świata kupców starego obrządku. W tym kontekście jego dzieło miało wydźwięk sensacyjno-plotkarski, co też przyniosło autorowi pewnien sukces komercyjny i pozwoliło na kilkukrotny dodruk pierwszych dwóch tomów. Na karty książki trafiali również prawosławni, których Liwanow oskarżał o sprzyjanie raskolnikom.
Pomimo tego sukcesu komercyjnego zebrał on jednoznacznie negatywne recenzje, zapewniając autorowi specyficzną sławę. Autorowi zarzucano między innymi powierzchowne traktowanie problemu, generalizowanie, błędy merytoryczne, atakowanie konkretnych, także zmarłych już osób, brak artystycznego polotu przy beletryzacji, wymysły autora, nie pozwalające na traktowanie dzieła jako dokumentalnego, plagiat. Przede wszystkim jednak większość recenzentów negatywnie ustosunkowała się do nawoływania do prześladowań religijnych raskolników i ogólnego stygmatyzowania tej społeczności.
Drugi tom Raskolników i ostrożników ukazał się w 1870 roku. Liwanow wykorzystał przedmowę, aby zaatakować krytyków, którzy wystawili pierwszemu tomowi niepochlebne recenzje (a przy tym niektórych publicystów, którzy tego nie zrobili, jak Iwan Aksakow). Nazywając ich między innymi „literackimi karaluchami” autor sugerował, że ataki na jego dzieło były skutkiem przekupstwa recenzentów przez staroobrzędowców lub ich skrajnego nieuctwa. W tekście tym zamieścił wszystkie znane sobie plotki dotyczące krytyków, nie hamował przy tym i własnej wyobraźni. Stwierdził przy tym, że bardziej od literatów, powinien się bać fanatyków religijnych. Megalomania autora przejawiała się także w zamieszczeniu w tomie własnej fotografii, co było społecznie akceptowalne jedynie w przypadku żyjących klasyków lub druków pośmiertnych.
Krytycy w przeważającej mierze skupili się na wstępie do drugiego tomu, wyrażając oburzenie. Część z nich wyśmiewała pisarza, inni obawiali się wpływu, jaki jego publikacje mogą wywrzeć na duchowieństwo i administrację. Zwrócono również uwagę na osobliwe metody marketingowe Liwanowa. Zachował się list, w którym autor oferuje zniżkę na swoje książki arcybiskupowi twerskiemu Sawie. O podobnych akcjach marketingowych na szerszą skalę donosiły gazety Sankt-Pietierburgskije wiedomosti i Sowriemeinnost´. Liwanow miał wykorzystać sekretarzy prawosławnych konsystorzy poszczególnych biskupstw do rozprowadzania swoich książek – mieli oni dostawać premię od sprzedaży. Gazety donosiły, iż Liwanow wysyłał książki wmawiając adresatom, że zgodę na rozprowadzanie wydali mu poszczególni biskupi.
Trzeci tom Raskolników i ostrożników wyszedł w 1872 roku. Główną część pracy stanowi historia Cmentarza Przemienienia Pańskiego w Moskwie. Jak wykazali recenzenci z Christianskiego cztienia i Sowriemiennosti był to plagiat z innych książek na ten temat. I w tym tomie nie zabrakło repliki w stosunku do recenzentów. Między innymi zjadliwy artykuł z elementami mowy pogrzebowej poświęcił zmarłemu w październiku – tuż przed drukiem książki – Iwanowi Kielsijewowi.
Czwarty tom ukazał się w kolejnym roku i poświęcony był duchoborcom i mołokanom. Jego pozytywne podejście do tych grup (choć autor miejscami sobie przeczył) zostało skrytykowane przez recenzenta z kijowskiego Rukowodztwa dla sielskich pastyriej, który dowodził mu nieznajomość rzeczy na podstawie własnego doświadczenia.
W 1874 roku Liwanow wydał książkę Na rasswietie, stanowiącą wybór i kompilacje treści z pierwszych dwóch tomów Raskolników i ostrożników.
Tom piąty został wydrukowany w 1875 roku. Książkę otwierał zbiór pochwalnych listów, w których autorzy ze sfer duchownych i świeckich zachwalali dzieło Liwanowa. On sam uznał, że dzięki 60 000 rozprowadzonych książek uratował milion prawosławnych od popadnięcia w raskoł. I tym razem nie zabrakło plotek i oskarżeń, zarówno wobec żywych, jak i zmarłych niedawno osób. W piątym tomie Liwanow wskazuje na przyczyny ciągłej popularności starego obrządku i sekt. Wskazuje tu na biedę prawosławnych kapłanów, która odbiera im szacunek w oczach parafian – nawet kobiety miały się nad nimi znęcać. Obwinia państwo w braku przedsięwzięć mających na celu zwalczanie dysydentów religijnych. Podstawowym poza prześladowaniami remedium powinna być według autora powszechna obowiązkowa edukacja.
Moskiewski Komitet Cenzury wstrzymał publikację książki 1 sierpnia 1875 roku. Treść dzieła została rozpatrzona przez Główny Urząd do spraw Druku, postawiono mu trzy główne zarzuty. Cenzurze nie podobało się obwinienie duchowieństwa i aparatu państwowego za trwanie raskołu. Zwrócono uwagę na obrażające raskolników treści, mogące posłużyć za powód do oskarżenia sądowego zarówno autora, jak i cenzora, który dzieło przepuścił. Trzecim zarzutem był fakt oparcia książki na tajnych aktach MSW. Książki zostały spalone 29 stycznia 1876 roku – z nakładu 5000 zachowało się jedynie 10 sztuk. Krytycy z zadowoleniem przyjęli decyzję cenzury. W gazecie Birżewyje Wiedomosti ukazał się nawet sarkastyczny reportaż z palenia dzieł Liwanowa, przy czym reporter podał przyczynę inną niż oficjalne uzasadnienie rady komitetu cenzury – książka miała atakować liberalizm w tak przerysowany sposób, iż ostatecznie szkodziłaby idei konserwatywnej, reprezentowanej przez władze.
Także szósty tom Raskolników i ostrożników nie wyszedł na światło dzienne z powodu odmowy akceptacji przez cenzurę. W związku z tymi niepowodzeniami Liwanow popadł w długi – członkowie komitetu cenzury Wasiliemu Łazariewskiemu pisał o stratach w wysokości 5000 rubli.

### Podręczniki i podobne
W 1869 roku Liwanow opublikował biografię Iwana Łażecznikowa, co wpisywało się w obchody jubileuszu 50 lat twórczości tego pisarza.
W 1871 roku ukazał się Ustaw duchownych konsistorij c objacnienijami i priłożenijami autorstwa Liwanowa.
W 1875 roku wyszedł przewodnik Liwanowa po Krymie Izadanija o Krymie dla putieszestwiennikow, fragmenty którego były wielokrotnie wydawane osobno.
W 1875 roku Liwanow wydał także chrestomatię dla dzieci pod tytułem Zołotaja gramota. Nastolnaja kniga dla wsiego russkogo naroda. Za motywację wydania tego podręcznika chęć wydania pomocy naukowych wolnych od wpływów nihilistów i rewolucjonistów.
Książka także nie została dobrze przyjęta przez krytykę. Dieło skrytykował podręcznik za suchy, moralizatorski to oraz liczne błędy merytoryczne – recenzent cytuje absurdalny opis wielbłąda („siodło na czterech nogach”, „uszy i włosy jak u człowieka”). Negatywną recenzję napisał również A. Sosnickij w Uczebno-wospitatielnej biliotiekie.
W 1876 roku wydał podręcznik o nazwie Złotaja azbuczka.
Recenzent z Piedagogiczeskiego Muzieja wytknął Liwanowowi nie tylko błędy merytoryczne (np. twierdzenie, iż na Księżycu według uczonych żyją ludzie), ale także pogaństwo (wg autora Ziemia utrzymuje się „w powietrzu” dzięki „boskiej” sile Słońca). Podręcznik uznał za niegodny uwagi, i zbyt drogi (5 kopiejek), jak na jego jakość.
W 1877 roku wydał kolejny podręcznik, tym razem z literatury Kurs istorii ruskkoj literatury. Również ten podręcznik nie zyskał poklasku – zdaniem recenzenta Piedagogiczeskiego muzieja był on zupełnie niepotrzebny, z uwagi na mnogość lepszych dzieł o tej tematyce. Nieprzychylna była również recenzja zamieszczona w miesięczniku Siemja i szkoła.

### Żyzń sielskogo swiaszczennika
W 1877 roku Liwanow wydał jedyną swoją powieść Żyzń sielskogo swiaszczennika. Bytowaja chronika iz żizni russkogo duchowienstwa. Fabuła powieści skupia się na losach wiejskiego prawosławnego kapłata, Aleksandra Ałmazowa, oraz jego narzeczonej, a następnie małżonki Wiery Nikołajewny Tatiszczewej. Aleksandr w swojej parafii walczy z nihilstami, staroobrzędowym popem oraz występkami moralnymi parafian. W trzy lata udaje mu się doprowadzić mieszkańców wsi do wyżyn moralnych, zaś jego żona organizuje w tym czasie szkołę, szpital i bank.
W reakcji na powieść Liwanowa Nikołaj Leskow opublikował w Stranniku obszerny artykuł recenzyjny Karikaturnyj idieał. Utopia iz cerkowno-bytowoj żizni, w którym odmówił dziełu Liwanowa wartości artystycznych i wyśmiał wiele z absurdów powieści. Krótsze recenzje ukazały się w innych pismach. Wśród problemów wskazanych przez krytyków pojawiają się przede wszystkim kwestia zbytniej zależności kapłana od wyemancypowanej małżonki, spłycony obraz nihilizmu oraz nierealne osiągnięcia Wiery i Aleksandra. Nowatorstwo kapłana nie zyskało uznania w sferach duchownych. Liwanowowi wytknięto również plagiat.

### Plagiaty
Fiodor Liwanow został niejednokrotnie przyłapany na umieszczaniu w swoich pracach fragmentów dzieł innych autorów. Już na początku kariery literackiej splagiatował fragmenty z wydanego w 1819 roku tłumaczenia Jerozolimy Wyzwolonej autorstwa Sawwy Moskotielnikowa. P. Akiłow z humorystyczno-literackiego czasopisma Razwleczenije odnalazł w I tomie Raskolników i Ostrożników prawie dosłownie przepisane opisy przyrody z Bieżyńskiej łąki Iwana Turgieniewa. Trzeci tom Raskolników i ostrożników wyszedł w 1872 roku. Główną część pracy stanowi. Jak wykazali recenzenci z Christianskiego cztienia i Sowriemiennosti że plagiatem był opis historii Cmentarza Przemienienia Pańskiego, zamieszczony w III tomie dzieła. Aleksandr Wadkowski w recenzji zamieszczonej w Prawosławnym sobiesiedniku wskazał na plagiat w powieści Żyzń sielskogo swiaszczennika – Liwanow zamieścił w niej kazanie biskupa smoleńskiego Jana, wygłoszone 27 lutego 1866 roku w Petersburgu. Po 20 latach odnaleziono i inne przykłady plagiatu w tym dziele – Liwanow spisał całe strony z Siemiennej chroniki Siergieja Aksakowa.

## Skandale
Krytyka książek Liwanowa wychodziła niekiedy również poza ramy recenzji literackich. Dieło donosi o przypadku, gdy balu maskowym moskiewskiego Artisticzeskogo krużka jeden z uczestników wykorzystał w kostiumie okładkę Raskolników i ostrożników do zasłonięcia części ciała, eufemistycznie opisanej w miesięczniku jako „takiej, o której nie powinno się wspominać”. Oburzony autor zerwał okładkę, po czym na zebraniu krużka wyraził swoją negatywną opinię o jego członkach, za co i został wykreślony z tego grona.
Russkije wiedomosti zamieściły sprawozdanie z historii procesów Liwanowa z rotmistrzem Kobylinskim. Rotmistrz ten był przedstawicielem hrabiny Obolenskiej, w której imieniu sprzedał Liwanowowi konia w 1872 roku. Niezadowolony z jakości zwierzęcia pisarz wytoczył Kobylinskiemu proces i zażądał zwrotu pieniędzy, a także napisał na niego skargę do sztabu. W odpowiedzi Kobylinski pozwał Liwanowa za obrazę i pomówienia. Liwanow nie przychodził na rozprawy, w których występować miał jako oskarżony. Ostatecznie pod koniec 1875 roku został skazany na dwa tygodnie więzienia za pomówienia zawarte w skardze do sztabu. Historia nie była weryfikowana przez historyków w źródłach sądowych. W odpowiedzi na publikację gazety Liwanow rozpoczął z redakcją spór prawny.
Liwanow posłużył za jeden z pierwowzorów Piotra Stiepanowicza Wierchowieńskiego z powieści Biesy. O ile z ideologicznej strony Fiodor Dostojewski oparł swojego bohatera na nihiliście Siergieju Nieczajewie, to konserwatywny Liwanow wzbogacił postać rewolucjonisty swoim egocentryzmem, próżnością i niedojrzałością emocjonalną. Informacja o takiej inspiracji znalazła się w szkicach powieści. Udokumentowany kontakt między pisarzami miał miejsce w styczniu 1874 roku, kiedy to Liwanow poprosił listownie Dostojewskiego o zamieszczenie w jego czasopiśmie Grażdanin nekrologu literata Nikołaja Sołowjowa. Nekrolog w piśmie ukazał się bez podpisu 14 stycznia, jednak między innymi na podstawie zachowanego listu badacze uznają autorstwo Dostojewskiego.